# Cinéma des téléphones blancs
Pour les articles homonymes, voir Telefoni bianchi.
 Pour plus de détails, voir le corps de l'article.
Le cinéma des téléphones blancs (italien : cinema dei telefoni bianchi), également connu sous le nom de cinéma déco (italien : cinema déco), est un courant cinématographique du cinéma italien de la période fasciste des années 1930 et 1940. Il est né du succès de la comédie cinématographique italienne du début des années 1930 ; il s'agit d'une version plus légère, débarrassée de tout intellectualisme et de toute critique sociale voilée, en contraste avec l'autre style important de l'époque, le calligraphisme, qui s'inscrivait dans une démarche plus artistique.
Certains critiques parlent également de « comédie à la hongroise » (italien : commedia all'ungherese) car, bien qu'il s'agisse de productions italiennes, les scénarios de ces films sont souvent issus de pièces de théâtre hongroises, ce qui était très en vogue à l'époque. Ces films se déroulaient souvent dans des États imaginaires d'Europe de l'Est pour des raisons de censure, car le thème récurrent de ces comédies sentimentales édulcorées était la menace de divorce (illégal en Italie à l'époque) ou d'adultère (alors puni comme étant un crime contre les bonnes mœurs).
Le terme désigne par extension toute œuvre qui vise avant tout à distraire ou à apaiser.

## Origine du nom

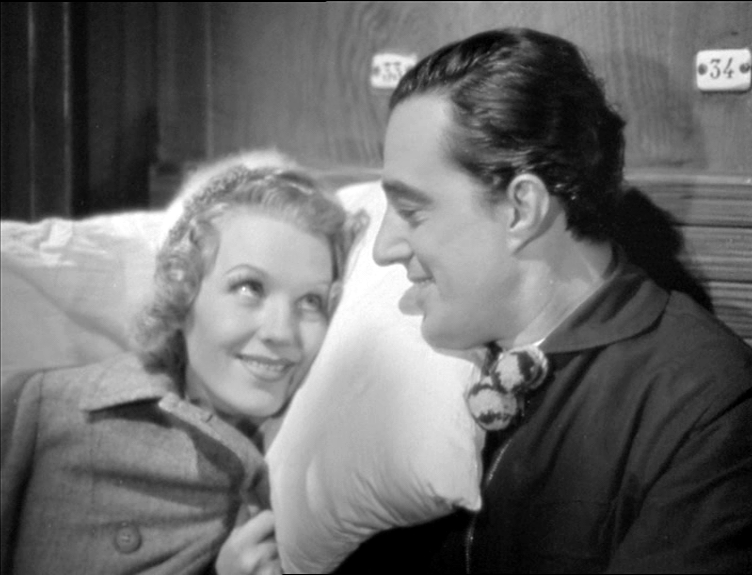
Assia Noris et Vittorio De Sica dans Les Grands Magasins (1939).

L'appellation de ce courant est due à la présence quasi-récurrente de téléphones blancs dans au moins une scène des films en question, révélateur de bien-être social, symbole de statut capable de marquer la différence avec les téléphones populaires en bakélite, moins chers et donc plus répandus, qui étaient plutôt noirs. Une autre définition donnée à ces films est celle de cinéma déco en raison de la forte présence d'objets d'ameublement qui rappellent le style art déco, en vogue dans ces années-là.

## Naissance du courant
Le thème de ces films est le plus souvent une romance à l'eau de rose avec des intrigues qui se nouent et se dénouent au... téléphone. Dans les années 1920, les deux cinéastes Mario Camerini et Alessandro Blasetti se démarquent dans le cinéma italien par leur démarche artistique et leur volonté d'illustrer la phrase de Mussolini « Le cinéma est l’arme la plus forte », elle-même une déformation de la phrase de Lénine « de tous les arts le cinéma est pour nous le plus important, un moyen d’instruction et de progrès pour l’ouvrier et le paysan ». Mais contrairement à Blasetti qui s'engage dans un cinéma intellectuel et engagé dans l'idéologie fasciste, Camerini photographie en temps réel les années de crise. En particulier dans son film Aiguillage (1929), Camerini n'hésite pas à revendiquer l'influence du cinéma expressionniste allemand ou du cinéma soviétique avant-gardiste,. Le cinéma des Téléphones blancs naît alors du succès de la comédie italienne du début des années 1930 ; il s'agit d'une version plus légère, débarrassée de tout intellectualisme et de toute critique sociale voilée. Le premier film du courant des Téléphones blancs est La Secrétaire particulière (1931) de Goffredo Alessandrini.

## L'âge d'or
Dans les années 1930 et 1940, les comédies légères comme celles des Téléphones blancs étaient prédominantes dans le cinéma italien. Ces films présentaient des décors somptueux et promouvaient des valeurs conservatrices et le respect de l'autorité, évitant généralement l'examen minutieux des censeurs du gouvernement. Les Téléphones blancs se sont avérés être le terrain d'essai de nombreux scénaristes destinés à s'imposer dans les décennies suivantes (dont Cesare Zavattini et Sergio Amidei), et surtout de nombreux chefs décorateurs tels que Guido Fiorini, Gino Carlo Sensani et Antonio Valente, qui, grâce à des inventions graphiques réussies, ont fait de ces productions une sorte de concentré de l'esthétique de la petite bourgeoisie de l'époque,.

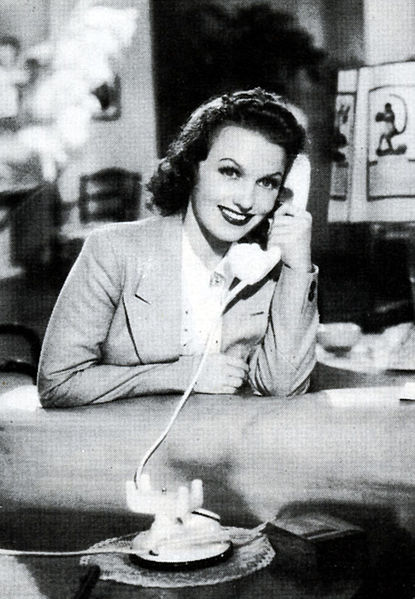
Assia Noris dans une scène de La Maison du péché (1938) de Max Neufeld.

Cette période est la « renaissance  » (rinascita) du cinéma italien. Cinecittà ouvre ses portes le 28 avril 1937, mettant à la disposition des réalisateurs et, dans leur sillage, des techniciens et des acteurs, (sous réserve, bien sûr, qu'ils soient dans la ligne du gouvernement fasciste de l'époque) des locaux et des outils que seuls les réalisateurs d'Hollywood n'envient pas. Qui plus est, la loi Alfieri (du nom du ministre de la culture populaire Dino Alfieri) du 18 janvier 1939 procure aux films « nationaux » une véritable manne financière qui va entraîner une explosion de la production. Par ailleurs, depuis 1934, la Mostra de Venise sert de tremplin aux films qui y sont primés.
Le pays lui-même n'est pas en reste : l'Italie est devenue une puissance « impériale » grâce à la conquête de l'Éthiopie (occupation d'Addis-Abeba le 5 mai 1936) ajoutée à l'Empire italien, après le protectorat sur la Libye et la mainmise sur les anciennes colonies de l'Érythrée et de la Somalie. Les commandes gouvernementales ont multiplié les recettes de l'industrie mécanique ; une grande partie de la main-d'œuvre précédemment inoccupée est envoyée vers la colonie ; la classe moyenne redécouvre les divertissements ; les bals, les guinguettes, les salles de cinéma, de concerts, de spectacles sont pleines. C'est en quelque sorte la « Belle Époque » que vit le pays. Même les intellectuels, dangereux pour le régime, s'éloignent de leur engagement politique pour se tourner vers un cinéma léger, si ce n'est comique, à tout le moins de divertissement. Le cinéma comique, quant à lui, voit naître de nouvelles vedettes comme Erminio Macario et Totò, dans des films un peu insensés tels La Folle Aventure de Macario de Mario Mattoli ou Animali pazzi (1939) de Carlo Ludovico Bragaglia. Dans cet environnement, le téléphone blanc est le symbole d'une nouvelle Italie moderne, prospère et heureuse.
Parmi les auteurs, Mario Camerini est le réalisateur le plus représentatif du genre. Après avoir pratiqué les tendances les plus diverses dans les années 1930, il s'engage sur le terrain de la comédie sentimentale avec Les Hommes, quels mufles ! (1932), Monsieur Max (1937) et Les Grands Magasins (1939). Dans d'autres films, il rend hommage à la comédie hollywoodienne de Frank Capra (Battements de cœur, 1939) et à la comédie surréaliste de René Clair (Je donnerai un million, 1936). Camerini s'intéresse à la figure de l'Italien typique et populaire, au point d'anticiper certains éléments de la future comédie à l'italienne. Son interprète majeur, Vittorio De Sica, poursuivra ce travail en tant que réalisateur dans Madeleine, zéro de conduite (1940) et Mademoiselle Vendredi (1941), en insistant surtout sur la direction d'acteurs et le soin des décors.
Parmi les autres réalisateurs figurent Mario Mattoli (Leçon de chimie à neuf heures, 1941), Jean de Limur (Apparition, 1943) et Max Neufeld (La Maison du péché, 1938 ; Mille Lires par mois, 1939). Les comédies réalistes de Mario Bonnard (Avanti c'è posto..., 1942 ; Campo de' Fiori, 1943) ont un caractère partiellement différent, qui s'écarte en partie du courant des Téléphones blancs. Bientôt, les scénarios deviennent répétitifs et de plus en plus prévisibles et banals ; plus tard, avec l'aggravation de la Seconde Guerre mondiale, la production de ce courant devient de plus en plus rare et discontinue, jusqu'à disparaître complètement avec la chute du régime fasciste en 1943, bien que la veine déco comprenne également certaines œuvres filmées au Cinevillaggio de Venise pendant le République sociale italienne, comme Fiori d'arancio (it) (1944), de Hobbes Dino Cecchini (it) avec Luigi Tosi et Andreina Carli (it).

## Caractéristiques
Les symboles les plus importants de ces films sont les décors Art déco très coûteux, avec des téléphones blancs, symbole de la richesse bourgeoise généralement inaccessible au public des salles de cinéma, et des enfants portant des boucles à la Shirley Temple. Les films ont tendance à être socialement conservateurs, prônant les valeurs familiales, le respect de l'autorité, une hiérarchie de classe rigide et la vie à la campagne. Les critiques de cinéma modernes qualifient également ce genre de « comédies à la hongroise », car les scénarios étaient souvent des adaptations de pièces de théâtre écrites par des auteurs hongrois (une source populaire également pour les productions hollywoodiennes de l'époque).

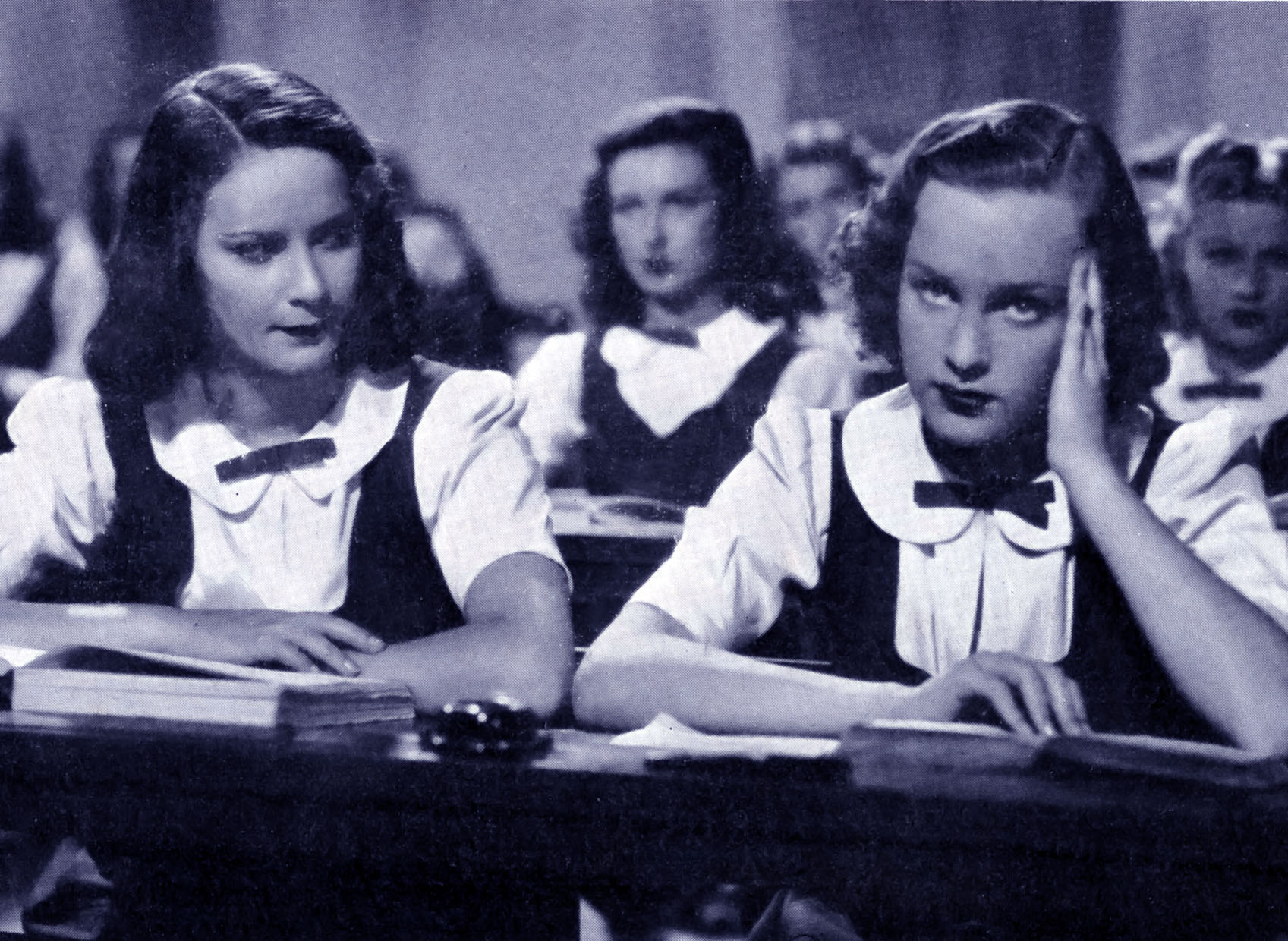
Alida Valli et Irasema Dilián dans Leçon de chimie à neuf heures (1941).

Le fonctionnalisme du Bauhaus est également arrivé en Italie et, comme on peut le voir dans ces films, il y avait le reflet d'une Italie qui « reconstruisait » sa propre image moderne et efficace et dans laquelle le consumérisme commençait timidement à se répandre. Elle est représentée par le style architectural rationaliste et l'effervescence industrielle que le régime fasciste promeut ; dans ces films légers, il y a une fascination qui laisse entrevoir l'espoir en l'avenir.
Le cadre bourgeois fait esthétiquement écho aux comédies cinématographiques américaines, notamment à Frank Capra. Les espoirs des petits-bourgeois ne pouvaient que devenir réalité. Des films comme Mille Lires par mois, ainsi que la chanson du même nom, sont restés dans l'histoire pour leur légèreté explicite et leur évocation tout aussi irrévérencieuse. L'élément mélodique revient souvent à la charge, beaucoup de ces films contenant au moins une chanson à succès (il suffit de penser à Parlami d'amore Mariù, composée pour le film Les Hommes, quels mufles ! et devenue par la suite bien plus célèbre que le film lui-même).
La représentation d'une société riche (voire opulente dans certains cas), avancée, émancipée et éduquée contrastait énormément avec la situation réelle de l'Italie qui, à l'époque, était au contraire un pays essentiellement pauvre, matériellement et moralement arriéré et dont la majorité de la population était analphabète. L'atmosphère enthousiaste, joyeuse et insouciante de ces films semblait se heurter à la situation sombre de la nation, soumise à la dictature fasciste et qui allait bientôt entrer dans la Seconde Guerre mondiale.

## Protagonistes
Parmi les réalisateurs les plus importants du genre figurent Mario Camerini, Alessandro Blasetti, Mario Bonnard, Mario Mattoli, Carlo Ludovico Bragaglia, Max Neufeld ou Gennaro Righelli.
Parmi les acteurs les plus représentatifs figurent Caterina Boratto, Assia Noris, Cesco Baseggio, Elsa Merlini, Rossano Brazzi, Clara Calamai, Lilia Silvi, Vera Carmi, Gino Cervi, Valentina Cortese, Vittorio De Sica, Doris Duranti, Luisa Ferida, Fosco Giachetti, Amedeo Nazzari, Alida Valli, Carlo Campanini, Checco Rissone, María Mercader, Maria Denis, Osvaldo Valenti ou Vivi Gioi.

## Censure
Pour éviter les limitations imposées par la censure des autorités, avec des sujets potentiellement polémiques dans l'intrigue (par exemple le divorce, à l'époque illégal en Italie, ou l'adultère, un délit punissable par les lois italiennes contemporaines), l'action se déroulait souvent dans divers pays étrangers — parfois imaginaires — d'Europe de l'Est, mais toujours avec des protagonistes italiens.

## Postérité
Les cinéastes néoréalistes considéraient leurs films brutaux comme une réaction à la qualité idéalisée et grand public du style des Téléphones blancs,,. Ils comparaient et opposaient les gadgets hautains et puissants des décors et des studios à la beauté échevelée de la vie quotidienne, à la description rigoureuse de la vie humaine et de ses souffrances, et choisissaient plutôt de travailler sur le terrain et avec des acteurs non professionnels.
Dans le film Amarcord (1973) de Federico Fellini, le mouvement du cinéma populaire est satirisé dans le rêve érotique de Gradisca avec le Prince. L'époque des films à téléphones blancs est évoquée dans le film La Carrière d'une femme de chambre (1976) de Dino Risi, qui s'intitule d'ailleurs Telefoni bianchi dans son titre original italien.

## Filmographie

### Précurseurs
- 1931 : La Secrétaire particulière (La segretaria privata) de Goffredo Alessandrini
- 1932 : Due cuori felici (it) de Baldassarre Negroni
- 1932 : Les Hommes, quels mufles ! (Gli uomini, che mascalzoni!) de Mario Camerini
- 1932 : Cercasi modella (it) de Ferruccio Biancini et Emmerich Wojtek Emo
- 1932 : Paprika (en) de Carl Boese
- 1933 : L'impiegata di papà d'Alessandro Blasetti
- 1933 : Una notte con te (it) de Ferruccio Biancini et Emmerich Wojtek Emo
- 1933 : Lisetta (it) de Carl Boese
- 1933 : Ninì Falpalà (it) d'Amleto Palermi
- 1934 : L'eredità dello zio buonanima (it) d'Amleto Palermi

### Les téléphones blancs
- 1936 : Una donna tra due mondi de Goffredo Alessandrini
- 1936 : Allegri masnadieri (it) de Marco Elter
- 1936 : L'albero di Adamo (it) de Mario Bonnard
- 1936 : Amazzoni bianche de Gennaro Righelli
- 1936 : I due misantropi (it) d'Amleto Palermi
- 1936 : Re di denari d'Enrico Guazzoni
- 1935 : Je donnerai un million (Darò un milione) de Mario Camerini
- 1936 : Ce n'est pas une chose sérieuse (Ma non è una cosa seria) de Mario Camerini
- 1936 : Ho perduto mio marito d'Enrico Guazzoni
- 1936 : L'uomo che sorride de Mario Mattoli
- 1936 : Sette giorni all'altro mondo de Mario Mattoli
- 1936 : Musica in piazza de Mario Mattoli
- 1937 : Contessa di Parma d'Alessandro Blasetti
- 1937 : È tornato carnevale de Raffaello Matarazzo
- 1937 : Le Féroce Saladin (Il feroce Saladino) de Mario Bonnard
- 1937 : Pensaci Giacomino! (it) de Gennaro Righelli
- 1937 : Monsieur Max (Il signor Max) de Mario Camerini
- 1937 : Gli ultimi giorni di Pompeo de Mario Mattoli
- 1937 : Questi ragazzi de Mario Mattoli
- 1937 : Felicità Colombo de Mario Mattoli
- 1937 : Gatta ci cova (it) de Gennaro Righelli
- 1938 : L'allegro cantante (it) de Gennaro Righelli
- 1938 : Il destino in tasca (it) de Gennaro Righelli
- 1938 : L'ha fatto una signora de Mario Mattoli
- 1938 : La dama bianca de Mario Mattoli
- 1938 : On a kidnappé un homme (it) (Hanno rapito un uomo) de Gennaro Righelli
- 1939 : Retroscena d'Alessandro Blasetti
- 1939 : Les Grands Magasins (I grandi magazzini) de Mario Camerini
- 1939 : Il documento (it) de Mario Camerini
- 1939 : Ai vostri ordini, signora de Mario Mattoli
- 1939 : Battements de cœur (Batticuore) de Mario Camerini
- 1939 : Follie del secolo (it) d'Amleto Palermi
- 1939 : Il marchese di Ruvolito de Raffaello Matarazzo
- 1939 : La voce senza volto (it) de Gennaro Righelli
- 1939 : Il barone di Corbò (it) de Gennaro Righelli
- 1939 : Due occhi per non vedere (it) de Gennaro Righelli
- 1939 : Papà per una notte (it) de Mario Bonnard
- 1939 : Eravamo sette vedove de Mario Mattoli
- 1939 : Mille chilometri al minuto! de Mario Mattoli
- 1939 : Macario millionnaire (Lo vedi come sei... lo vedi come sei?) de Mario Mattoli
- 1940 : Centomila dollari de Mario Camerini
- 1940 : Trappola d'amore de Raffaello Matarazzo
- 1940 : La zia smemorata de Ladislas Vajda
- 1940 : Giù il sipario de Raffaello Matarazzo
- 1940 : Faut pas m'le dire (Non me lo dire!) de Mario Mattoli
- 1940 : Manovre d'amore de Gennaro Righelli
- 1941 : Il pozzo dei miracoli (it) de Gennaro Righelli
- 1941 : Barbablù (it) de Carlo Ludovico Bragaglia
- 1941 : L'allegro fantasma d'Amleto Palermi
- 1941 : Valse d'une nuit (Notte di fortuna) de Raffaello Matarazzo
- 1941 : Leçon de chimie à neuf heures (Ore 9 lezione di chimica) de Mario Mattoli
- 1941 : L'avventuriera del piano di sopra de Raffaello Matarazzo
- 1942 : Giorno di nozze de Raffaello Matarazzo
- 1942 : Divieto di sosta (it) de Marcello Albani
- 1942 : Arriviamo noi! (it) d'Amleto Palermi
- 1942 : Se io fossi onesto (it) de Carlo Ludovico Bragaglia
- 1942 : Voglio vivere così de Mario Mattoli
- 1943 : Quattro ragazze sognano (it) de Guglielmo Giannini
- 1943 : L'amico delle donne (it) de Ferdinando Maria Poggioli
- 1943 : Silence, on tourne (it) (Silenzio, si gira!) de Carlo Campogalliani
- 1943 : Le Fiancé de ma femme (it) (Il fidanzato di mia moglie) de Carlo Ludovico Bragaglia
- 1943 : Une nuit avec toi (Fuga a due voci) de Carlo Ludovico Bragaglia
- 1943 : La Terreur du pensionnat (Il birichino di papà) de Raffaello Matarazzo
- 1943 : Che distinta famiglia! (it) de Mario Bonnard
- 1943 : La vita è bella de Carlo Ludovico Bragaglia
- 1943 : Non sono superstizioso... ma! (it) de Carlo Ludovico Bragaglia
- 1943 : La vispa teresa de Mario Mattoli
- 1943 : Ho tanta voglia di cantare de Mario Mattoli
- 1944 : Tre ragazze cercano marito (it) de Duilio Coletti
- 1944 : Vietato ai minorenni (it) de Mario Massa
- 1944 : Fiori d'arancio (it) de Hobbes Dino Cecchini (it)
- 1945 : Scadenza trenta giorni (it) de Luigi Giacosi
- 1945 : Chi l'ha visto? de Goffredo Alessandrini